# Котлунгъягун (приток Ингуягуна)
Котлунгъягун (устар. Котлунг-Ягун) — река в России, протекает по Сургутскому району Ханты-Мансийского АО. Устье реки находится в 91 км по левому берегу реки Ингуягун. Длина реки составляет 29 км.

## Данные водного реестра
По данным государственного водного реестра России относится к Верхнеобскому бассейновому округу, водохозяйственный участок реки — Обь от впадения реки Вах до города Нефтеюганск, речной подбассейн реки — Обь ниже Ваха до впадения Иртыша. Речной бассейн реки — (Верхняя) Обь до впадения Иртыша.
Код объекта в государственном водном реестре — 13011100112115200043133.